# 司馬馥
司马馥（3世纪—301年），河内郡温县孝敬里（今河南省焦作市温县）人，西晋宗室，晋宣帝司马懿之孙，赵王司马伦第二子。
300年四月，赵王司马伦自任持节都督、都督中外诸军事，相国、侍中，模仿当年晋宣帝、晋文帝辅佐曹魏时所为。让他的次子司马馥为前将军，封为济阳王。八月，司马伦升任司馬馥为镇军将军、领护军将军。301年正月初十，司马伦称帝，司马馥担任侍中、大司农、领护军，封为京兆王。司马伦四个儿子：司馬荂浅薄鄙陋，司馬馥、司馬虔暗很强戾，司马诩愚嚚轻訬。孙秀想要派司马馥、司马虔领兵助诸军作战，司马馥、司马虔不肯。司马伦兵败，司马馥在孙秀坐，王舆派将士把他囚禁到散骑省。四月十三日，晋惠帝派遣尚书袁敞持符节赐司马伦死，拘捕他的儿子司馬荂、司马馥、司马虔、司马诩，付廷尉狱，全部处死。司马馥临死对司马虔说：“因为你破家！”